# 金山線 (基隆輕鐵)
金山線，又稱基隆金山(本)線、基金輕鐵、萬金輕便鐵道。是臺灣日治時期由基隆輕鐵株式會社於基隆、萬里與金山三地營運的輕便軌道。
由於基隆金包里間海上交通在冬季便會癱瘓，陸上交通亦僅能靠肩挑或自行車來進行兩地間煤炭、漁獲等產業運輸，基隆輕鐵社長顏國年於1928年至1930年間建置此輕鐵路線改善陸上交通並振興沿線產業。金山線的乘客數與運量在1930年代達到高峰，而在1936年左右基金公路修築後，輕鐵路線也拆除僅剩隧道留存，兩地間交通則由公共汽車取代。

## 沿革

### 輕鐵敷設前

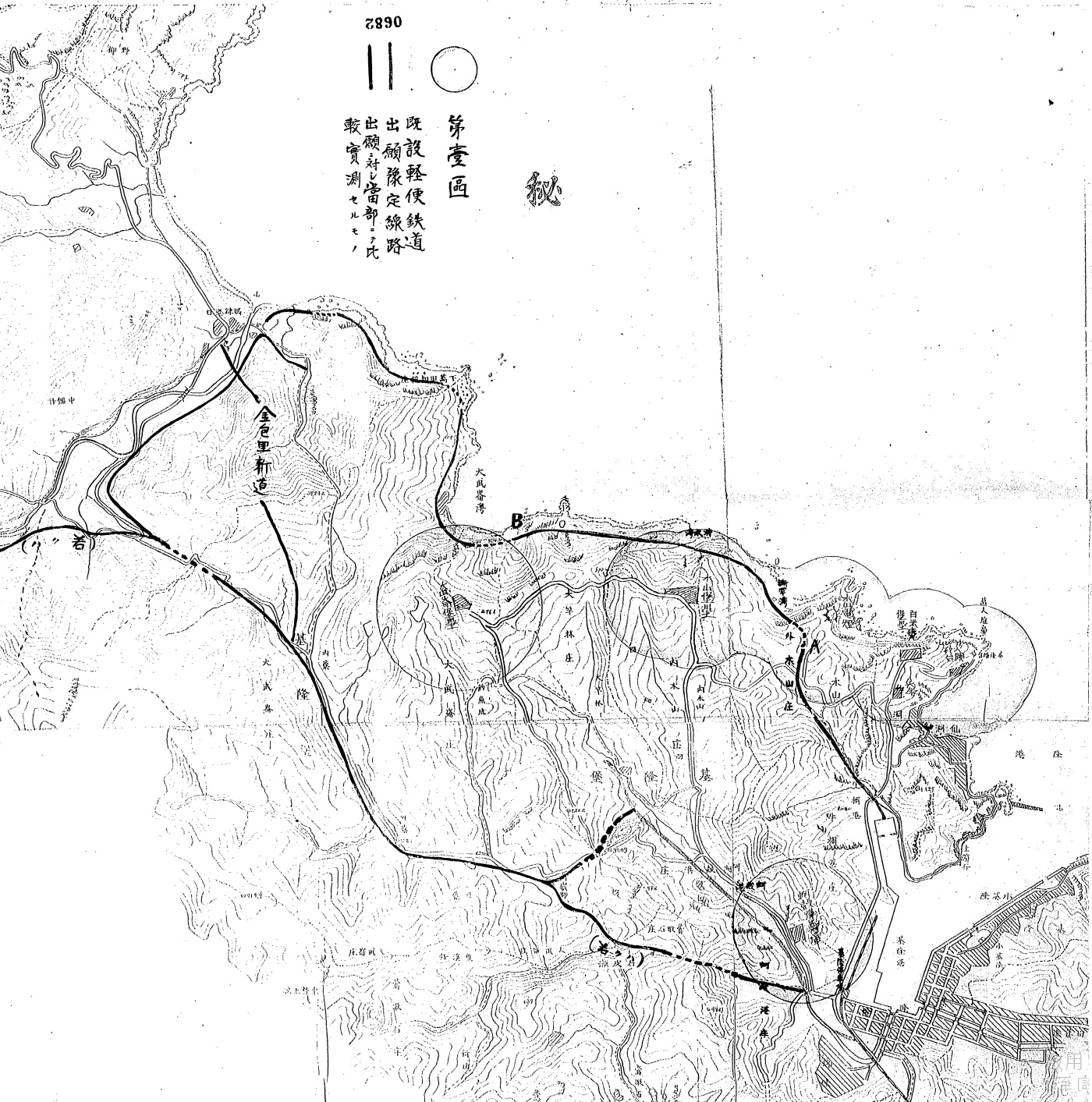
昭和元年（1926年），金包里鐵道預定敷設路線

輕便鐵道鋪設前，往來基隆與金山之客貨運輸大多倚賴肩挑或者船運，基隆港的貨物大多由戎克船、支那型船等送至萬里金山當地碼頭卸貨。金山與基隆之間的海上客運亦有寶山丸、大成丸、成福丸等三艘石油發動機，每日早上十點從基隆旭橋往來金山水尾港，航程約一小時。然而冬季時由於東北季風吹拂海面，波高浪大導致船隻航行困難無法輸載貨物。在1924年金山丸沈船事件造成上百人死傷，及基隆金山自動車道修築完成後，海上交通也逐漸沒落。
同屬基隆顏家的基隆炭礦株式會社的瑪鋉炭坑，在輕便鐵路開通以前多利用艀船運輸煤礦至大正町的牛稠港貯炭場或岸壁貯炭場。為了增加出炭，在瑪鋉至崁腳之間設有輕便軌道，將冬季不能海運的煤礦從瑪鋉運至崁腳，再利用架空索道輸送至牛稠港貯存。此索道自1919年1月13日開通，總長9.8公里，高度差113.6公尺，是輕便車開通前崁腳煤坑的主要輸炭方式。

### 金山線敷設計劃
基隆炭礦旗下的金包里礦業，在1917年的規畫中除興建瑪鋉港至崁腳的軌道以外，第二期曾計畫沿海岸線鋪設至基隆。臺北州議員許梓桑亦曾經多次提議開鑿基隆金山間道路，奈何因財政緊縮皆未能實現。1926年時，接任基隆輕鐵社長的顏國年為協助萬里、金山兩庄產業發展，計劃興建輕鐵來往基隆與金山，於1月30日定時株主總會時通過敷設計畫書。然而因為途經軍事管制地帶，向防衛省申請興建時並非順利。當時共選定兩條路線：一為自牛稠港起，沿海岸線經外木山抵達瑪鋉港。二是由蚵殼港起，沿大武崙經內山至瑪鋉港。
1926年8月24日，經由萬里金山兩庄庄長賴崇璧、黃棟卿偕多名同志和基隆輕鐵社長顏國年向基隆郡守酒井斌陳情後，金山線的敷設計劃獲得台北州的許可及改修輔助，總金額三十二萬日圓中十二萬由台北州出資，並同時改建自曾子寮至金包里的道路。原本採定以蚵殼港為起點，並打造五座隧道通往金包里，並於1927年3月17日開始進行施工前的實地調查。然同年7月因發現蚵殼港隧道位置屬軍事要地，不得建置而將終點更為牛稠港貯炭場附近，蚵殼港與內木山的路線則改為支線建造。1927年12月30日，在共長36哩的軌條購入後，基隆至瑪鋉間的第一期工程開工。
1928年12月10日，內木山至瑪鋉間的鐵道竣工，並於同月30日開始營業，開通時每日乘客數約百名，並將瑪鋉與基隆間來往原需一日的路途縮減為兩小時四十分左右。第二期路線的瑪鋉至金包里長6.4哩的路段，則因為州當局補助不足而暫未能敷設。1929年2月底，內木山至蚵殼港開通，而同年5月5日內木山至牛稠港亦開通，金山線於基隆市內的鐵道全數完工。1930年3月1日，瑪鋉至金包里的路段完工，金山線於同年4月10日在金包里街舉行開通式，自此沿線礦產、農漁產以及客運等皆可以透過輕便鐵來往金山與基隆，費時約三小時。

### 公路興起與廢除
在輕鐵建成後，基隆金山間仍需花費三小時的時間來往，相較於過往海運僅需花一小時而言極為費時，且輕便鐵路台車仍具有高危險性，1933年時便開始研究著手興建基隆金山間公路，並經營乘合自動車取代輕鐵運輸。基隆輕鐵亦申請經營基隆金山線、基隆金瓜石線的乘合車。1936年基隆金包里自動車道施工時，由於與萬里庄中幅至瑪鋉間的軌道交叉，需要將軌條撤除以利施工，輕鐵於瑪鋉的路線就此中斷。此後輕便鐵路漸漸式微，至1940年代左右停運。軌道拆除後，原隧道仍作為民眾步行來往兩地的要道。由基隆輕鐵所經營的基隆金山線公共汽車，則於1945年因油料車輛補充困難而停運，臺灣光復後路線由交通處公路局接收，並於1980年改由台汽公司經營。

## 路線與車站

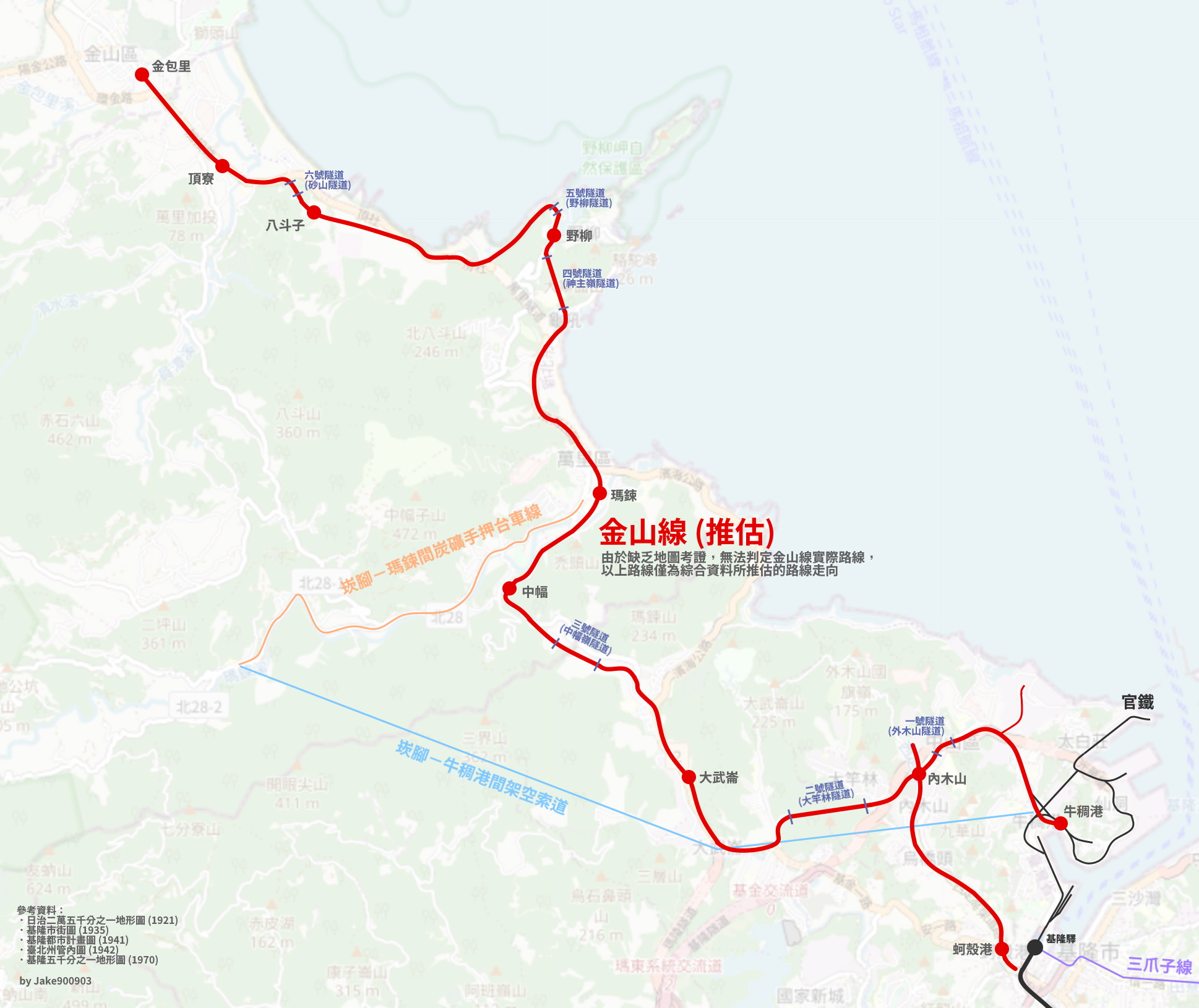
金山線（金包里－基隆）鐵路路線地形圖

詳細路線無法考證，大抵起自基隆牛稠港沿中華路、文化路、復興路後進入內木山。另一路線則由安一路起沿西定路抵達內木山，兩線合併後穿越大竿林古隧道至大武崙地區，後沿基金三路、景美路線型抵達瑪鋉，在龜吼穿越山區後沿玉田路、舊台2線抵達金山老街內。路線共長15.3英里（24.6）。
| 車站名稱 | 車站名稱          | 營業哩程 | 附註／車站大概位置                                               | 現今所在地 | 現今所在地    |
| -------- | ----------------- | -------- | ---------------------------------------------------------------- | ---------- | ------------- |
| 基 隆    | 大正町 （牛稠港） | 0.0      |                                                                  | 基 隆 市   | 中山區        |
| 基 隆    | 觀音町 （蚵殼港） | 0.4      | 安一路安樂市場附近，為輕便車始發站，因此有「輕便車頭」稱呼       | 基 隆 市   | 中山區 安樂區 |
| 內木山   | 內木山            | 1.8      | 輕便鐵路轉折點                                                   | 基 隆 市   | 中山區        |
| 大武崙   | 大武崙            | 4.0      |                                                                  | 基 隆 市   | 安樂區        |
| 中幅     | 中幅              | 6.1      |                                                                  | 新 北 市   | 萬里區        |
| 瑪鋉     | 瑪鋉              | 7.9      | 昭靈宮前空地轉入西側的瑪鋉下街旁。亦可由民眾服務站後方向東至此。 | 新 北 市   | 萬里區        |
| 野柳     | 野柳              | 9.9      |                                                                  | 新 北 市   | 萬里區        |
| 八斗子   | 八斗子            | 11.3     | 第二核能發電廠廠區內                                             | 新 北 市   | 萬里區        |
| 頂寮     | 頂寮              | 12.8     | 原計畫並未設置，為後來新增的發車點                               | 新 北 市   | 金山區        |
| 金包里   | 金包里            | 13.9     | 金山郵局附近                                                     | 新 北 市   | 金山區        |

註：輕鐵車站因從陋就簡，大部分車站名字為當地地名。車站詳細位置大多無從考據。

## 設施

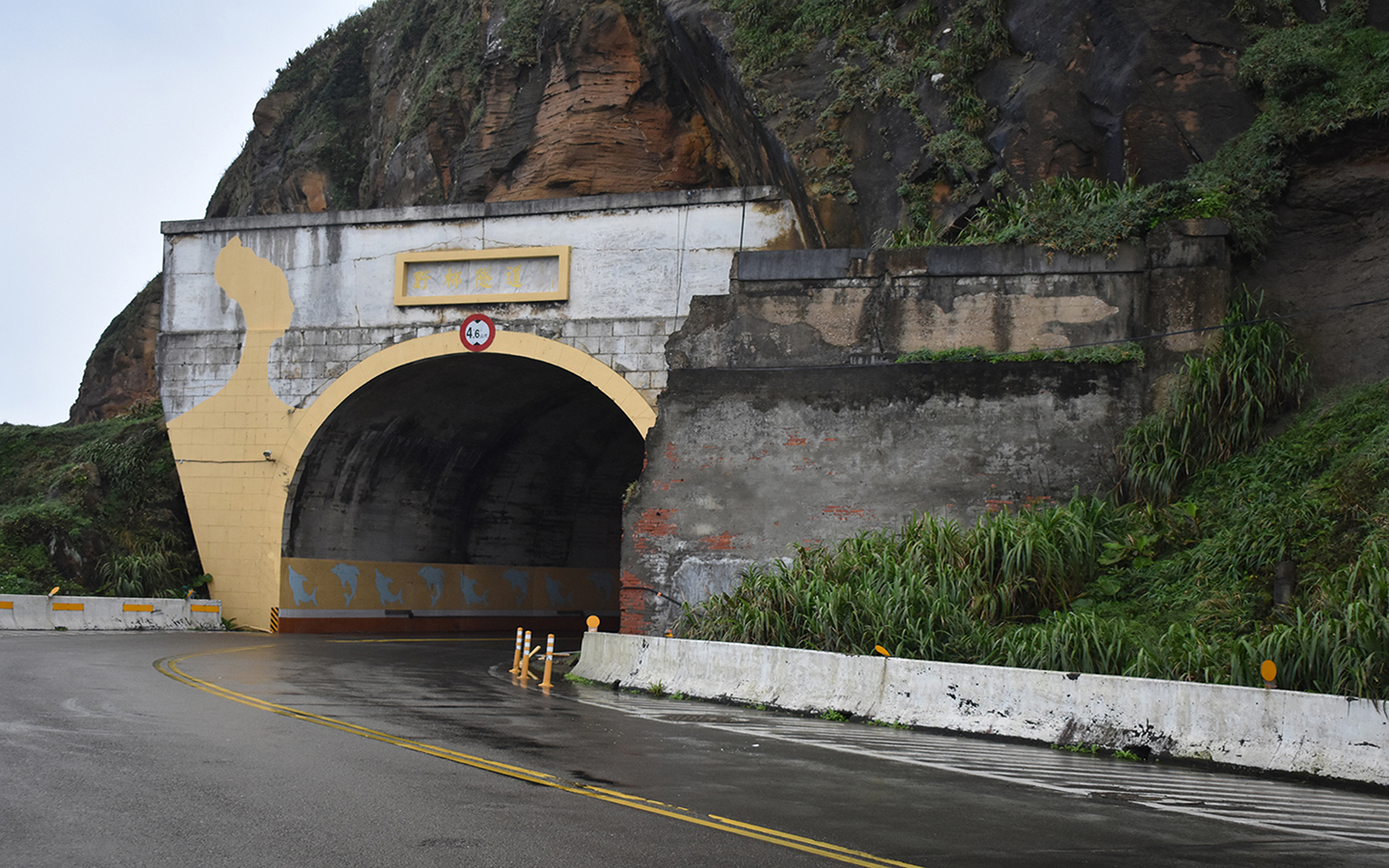
野柳隧道，左為公路新鑿隧道，右石壁為現已封閉的舊金包里輕鐵隧道

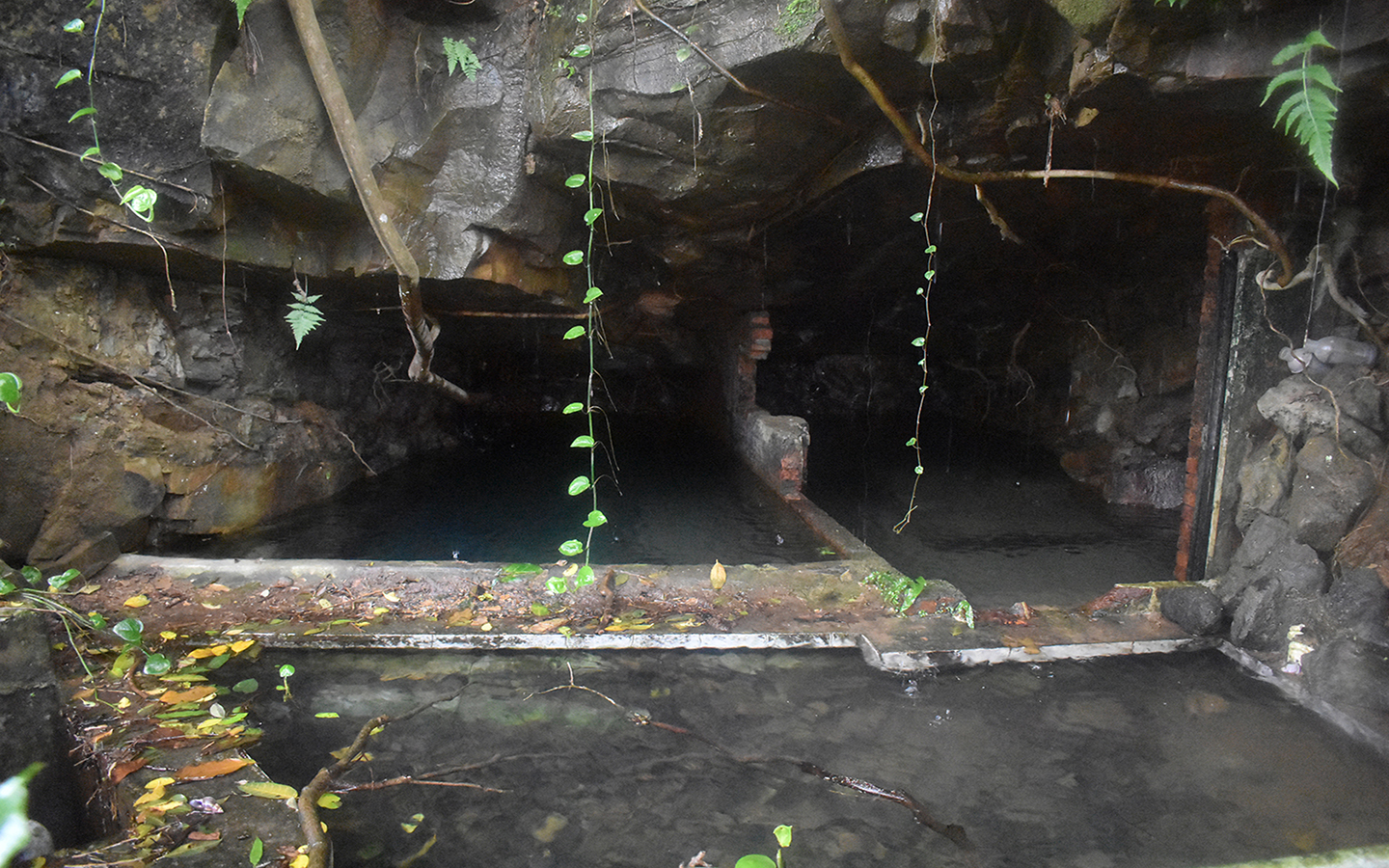
砂山古隧道遺跡，攝於隧道北口

沿途設有六座隧道：外木山隧道、大竿林隧道、中幅嶺隧道、神主嶺隧道、野柳隧道、砂山隧道。由於金山線分為兩段施工，一號至三號隧道於1927年至1928年興建，四號至六號隧道則於1929年興建。除外木山隧道外，其他隧道之詳細位址與遺跡皆可考據。目前基隆市政府、新北市政府等僅針對大竿林、神主嶺隧道進行過修復研究。

### 外木山隧道
外木山隧道（一號隧道），現今位置約位於基隆市中山區復興路與文化路口附近，所處外木山與內木山交界處。長495呎（151公尺）。目前遺跡大多被基隆港西岸聯外道路（台2己線）掩埋。

### 大竿林隧道
大竿林隧道（二號隧道），隧道西口面向基金路一段208巷，東口約位於大竿林大慶大城社區附近，連通大竿林與大武崙兩地區，長990呎（300公尺）。鐵路廢棄後由於當時基金公路、麥金路等重要要道仍未開闢，此隧道仍作為民眾步行來往基隆與金山的要道。二二八事件發生之際，此隧道也曾作為基隆市民逃往萬里、金山地區的避難通道。
2003年1月時由和慶里長葉錦地與世居共同探訪發現隧道略為坍方但不影響通行，因此向基隆市政府提出希望以交通要道或古蹟保留等形式進行整修，同時可配合情人湖、大武崙砲台等進行觀光發展。但市府工務局認為整修經費過於龐大，且評估後屬易崩塌岩盤，因此建議不整修。時基隆市市長張通榮亦曾推動「防空洞觀光」，於2007年視察隧道並認定具歷史與觀光價值，希望中央輔助開發，然後續便無下文。

### 中幅嶺隧道
中幅嶺隧道（三號隧道），隧道南口位於基隆市安樂區武隆路底，北口位於新北市萬里區中幅子土方資源堆置處理場附近，穿越界寮山，長1383呎（421.5公尺）。鐵路廢棄後隧道轉由台灣自來水公司接手，目前為中幅淨水廠輸送自來水至基隆的管道。

### 神主嶺隧道
神主嶺隧道（四號隧道），隧道南口位新北市萬里區龜吼停車場附近，北口位於仁愛之家後門玉田路旁，鄰近金益記煤礦，長1452呎（442.5公尺），是金山線最長的隧道。
萬里區公所人員於2022年6月初與專業人士入隧道內探勘，發現隧道結構完整且未受海風侵蝕，具有修復價值，並於同月16日新北市市長侯友宜舉行萬里金山兩地座談時，由萬里區區長粘雪琴提出修復隧道的可能性，計畫於年內委外提出修復規劃案。

### 野柳隧道
野柳隧道（五號隧道），位於新北市萬里區野柳公路隧道附近，長264呎（80.5公尺），是金山線沿線最短的隧道。公路施工時由於原本輕便鐵路隧道過於狹窄，在原隧道旁開闢較大的公路隧道，原野柳隧道則封閉不使用。

### 砂山隧道
砂山隧道（六號隧道），位於新北市萬里區頂寮社區附近，隧道北口面對基金公路，南口則位於第二核能發電廠宿舍附近，長495呎（151公尺）。由於核二廠即將於2023年除役，在2021年的除役會議中，民間團體希望新北市政府能夠評估保存此文化資產並提出因應對策。

## 收費
金山線的賃金依照人數計算，乘客賃金自牛稠港至金包里一人乘收費日圓108錢，四人乘收費190錢。貨物賃金每百斤自牛稠港至金包里則是308厘。

## 外部連結
- 北海岸文化生態地圖

### 註解
1. ↑  主線牛稠港至金包里13.9哩、支線蚵殼港至內木山1.4哩
2. ↑  內寫「曲線ノ半圣一鎖」，一鎖（Chain，チェーン）約等於20.1168米。
3. ↑  一說許海亭
4. ↑  後兩者為現代稱呼[4][5]。
5. ↑  此段軌道根據1921年的地圖與現今比對，可得知其為北28線瑪鋉至崁腳的前身[8]。
6. ↑  路線根據1921年與現今地圖比對，索道大約起自崁腳國小前，沿直線至台62線與基金公路路口設轉彎處，再沿直線至牛稠港中華路通仁街口附近[8]。
7. ↑  《萬里鄉志》考據，由於金包里至瑪鋉間僅需花二十分鐘，推估基隆瑪鋉間需花兩小時四十分左右[7]。
8. ↑  軌道是何時停運的不知，《金山鄉志》撰「1941年有台車19輛，路程僅剩6哩」可得知當時軌道尚存，拆除與停運應是在1941年後。
9. ↑  亦稱中福。
10. ↑  錢與厘為輔幣單位，1円=100錢=1000厘。

### 書目、期刊
- 長濱實. . 台灣日日新報社. 1939 （日语）.
- 古庭維、鄧志忠. . 2010. ISBN 9789861774015 （中文（繁體））.
- 陳慈玉. . 臺灣文獻. 2011-12, (62卷4期) （中文（繁體））.